# کندوآکند

دیاگرام حمل انبوه که در آن برش‌های زمین و سنگ (کَندها) برای پر کردن بخش آکند کشیده می‌شوند

کندوآکندیا کندوپوش (انگلیسی: Cut and fill) در عملیات خاکی به مرحله‌ای در فرایند ساخت راه‌آهن، جاده یا آبراهه گفته می‌شود که به موجب آن مقدار مواد حاصل از برش‌ها تقریباً با مقدار پر کردن مورد نیاز برای ساختن خاکریزهای مجاور مطابقت دارد تا میزان نیروی کار ساختمانی به حداقل برسد.
بخش‌های بریده‌شده یا کَند (Cut) از جاده یا راه‌آهن مناطقی هستند که جاده در آن ارتفاع کمتری نسبت به زمین اطراف دارد. قسمت‌های پر یا آکند یا پوش (Fill)، بخش‌های مرتفع یک جاده یا بستر هستند. در کندوآکند، مواد از حفاری‌های برش خورده گرفته شده و از آن برای ساخت مقاطع پر استفاده می‌شود.